# Mighty No. 9
Mighty No. 9 (マイティーナンバーナイン Maitī Nanbā Nain?) es un videojuego de acción-plataformas desarrollado por Comcept en conjunto con Inti Creates, publicado por Deep Silver y dirigido por Keiji Inafune. La creación del videojuego se basó en el sitio de crowdfunding en línea Kickstarter, e incorporó bastantes sugerencias del público. Mighty No. 9 se asemeja bastante a la saga Mega Man en sus comienzos, tanto en jugabilidad como en diseño de personajes, proyecto en el que Inafune también había participado ampliamente, y es considerado por muchos como su sucesor espiritual.
El objetivo de fondos mínimos de la campaña en Kickstarter para Mighty No. 9 fue alcanzado el 2 de septiembre de 2013, tan sólo dos días después de la creación de la página. Sin embargo, muchas otras características como escenarios adicionales, modos de juego especiales y ports a otras plataformas fueron confirmadas tras alcanzarse los "objetivos extendidos" (stretch goals) relacionados, alcanzando más del 400% de los fondos requeridos por la meta original.
El videojuego fue publicado para 10 plataformas, incluidas Linux, OS X, Microsoft Windows, PlayStation 3, PlayStation 4, Wii U, Xbox 360 y Xbox One, con las versiones para PlayStation Vita y Nintendo 3DS publicadas en 2016. Abstraction Games y Engine Software se encargaron de portear el videojuego a PlayStation Vita y Nintendo 3DS, respectivamente. Fue originalmente programado para publicarse en abril de 2015, pero se retrasó varias veces, y fue finalmente publicado el 21 de junio de 2016 en todas las plataformas no portátiles, excepto Xbox 360, Mac y Linux, con las versiones portátiles publicadas a finales de 2016.
El proyecto era muy esperado cuando se anunció, pero largas demoras y la decisión de Comcept para financiar también otro proyecto a través de Kickstarter, Red Ash: The Indelible Legend, se reunió con acusaciones de pésima administración. El videojuego recibió una recepción generalmente mixta de los críticos especializados y los promotores de Kickstarter al momento de su publicación. El diseño, gráficos, contenido, calidad de voces, y los problemas técnicos del videojuego fueron muy criticados, y los críticos especializados coincidieron en que el videojuego no pudo cumplir las expectativas.

## Jugabilidad
La jugabilidad en Mighty No. 9 se enfoca en plataformas 2D con una mezcla de gráficos y animaciones en 2D y 3D. El jugador es capaz de correr, saltar y disparar proyectiles a los enemigos con los que se encuentra. Adicionalmente, el jugador tiene la capacidad de adquirir tanto armas como habilidades de los enemigos que derrota. El juego contiene una escena de introducción seguida de 8 escenas principales, mismas que el jugador puede escoger libremente en qué orden jugar. Al final de cada escena, Beck, el protagonista, debe enfrentar a alguno de los restantes ocho robots "Mighty Number", quienes actúan como jefes de escenario. Un conjunto final de escenarios se desbloquean hacia el final del juego, culminando en la confrontación final. Un nivel adicional protagonizado por Call también está disponible, mismo que fue alcanzado como parte de los objetivos extendidos.
El cuerpo de Beck tiene la habilidad de transformarse en distintas formas, dependiendo del robot Mighty Number que haya derrotado. El enemigo revela ciertos puntos débiles que el jugador puede atacar para poder obtener "Xel" (pronunciado "Cel") y adquirir la nueva forma. Estas formas, llamadas "Mighty Skills", le dan al jugador nuevas habilidades y formas de enfrentar los niveles. Por ejemplo, alguna habilidad puede permitir a Beck crear brazos magnéticos que le permitan escalar estructuras o destruir escudos enemigos, mientras que otra puede permitirle convertirse en un tanque para pasar fácilmente sobre áreas cubiertas con picos y mover ciertos objetos.

## Trama
Mighty No. 9 es protagonizado por un robot androide llamado Beck, la novena unidad de un conjunto de robots de combate llamados Mighty Numbers. En algún momento, un virus de computadora ataca al resto de sus compañeros, así como a otras máquinas en todo el mundo. El jugador, controlando a Beck, debe enfrentar la contingencia y descubrir al villano final que amenaza el futuro del planeta. Junto a Beck se encuentra su compañera, Call. Comcept organizó una encuesta de opinión entre los fans para determinar el bosquejo más popular del diseño de Call. Como resultado, el diseño conceptual "F" fue elegido como la base para diseñar al personaje. Según el FAQ del Kickstarter, el nombre Beck fue elegido porque "su creador quería que tuviese un nombre humano, a diferencia de sus compañeros", y además de que hace juego con el nombre de su compañera (del inglés "Beck and Call", "llamar y hacer señas").
Hay tres científicos involucrados en la historia, cada uno con un rol específico: Dr. White, el diseñador de robots que creó a Beck y el resto de los Mighty Numbers; Dr. Blackwell, el inventor de la tecnología "Xel", que es la base de los Mighty Numbers y todos los robots del juego; y Dr. Sanda, el cual también trabajó en la tecnología "Xel" y es creador de Call y de quien no se conocen muchos detalles.

## Desarrollo
Mighty No. 9 fue anunciado por Inafune y su equipo en 2013 durante una conferencia en Penny Arcade Expo. La campaña de Kickstarter para el proyecto fue lanzada el 31 de agosto de 2013 y alcanzó su objetivo de $900,000 USD tan sólo 2 días después, el 2 de septiembre.
8-4 productions, una empresa de traducciones, trabajó en la traducción de japonés a inglés para este proyecto, a la vez que proveyó apoyo de consultoría y relaciones públicas. 2 Player Productions produjo un documental de cuatro partes al tiempo que el juego era desarrollado, detallando cada aspecto que ocurría tras la creación del juego, así como proveyendo comentarios de Inafune y su equipo.
Inafune prometió proveer "acceso sin precedentes a su equipo de trabajo" durante el ciclo de desarrollo de Mighty No. 9'. En el video promocional de Kickstarter, Inafune señaló que quería hacer del proyecto algo en lo que pudiera involucrar a los fans, tal y como Mega Man Legends 3 intentó de manera muy similar involucrar a los fans en su desarrollo.
La campaña de Kickstarter terminó el 1 de octubre de 2013, recabando un total de $3,845,170 USD y convirtiéndose en la sexta más fundada de la historia de Kickstarter (a julio de 2014). Fondos adicionales por $201,409 USD se obtuvieron vía PayPal, dando un total de $4,046,579 y alcanzando todas las metas extendidas anunciadas.
En una entrevista publicada por Game Informer, Inafune reveló que no daría a Capcom, su ex-empleadora, los derechos de publicación del juego, incluso si ello significara poder rediseñar Mighty No. 9 como un verdadero juego de Mega Man. Sin embargo, añadió que sólo negociaría con Capcom si "[Comcept] tuviera los mejores términos". El sitio web oficial del juego se lanzó el 21 de noviembre de 2013, junto con foros exclusivos para los partidarios ("backers") de la campaña en Kickstarter.

## Lanzamiento
Todos los usuarios que pagaron USD$ 20 o más durante la campaña de Kickstarter tuvieron garantizada una copia digital del videojuego.
Copias adicionales del videojuego pudieron ser adquiridas tras su lanzamiento, a mediados de 2015.

### Franquicias
Durante el evento Anime Expo 2014, Keiji Inafune anunció una serie animada basada en el videojuego, con animaciones creadas por la empresa con base en Tokio Digital Frontier. La serie fue lanzada durante el segundo trimestre de 2016.
Sin embargo, y debido a la mala crítica que recibió el juego sumado a la mala recepción y la decepción de los fans, todo plan para hacer de Mighty No. 9 una franquicia ha sido cancelado, siendo su plan el crear una franquicia como lo es Shin megami tensei algo imposible.

## Recepción
El concepto de Mighty No. 9 había sido ampliamente aclamado como el regreso de los "videojuegos estilo Mega Man", y por ir contra la presunta negligencia de Capcom, propietaria de los derechos de propiedad intelectual de dicha franquicia. Había sido también destacado como uno de los primeros proyectos de videojuegos japoneses fundados por las masas (micromecenazgo).
Mighty No. 9 recibió reseñas "entre mixtas a promedio", de acuerdo con el agregador de reseñas sobre videojuegos Metacritic. Después de la publicación del videojuego, los promotores de Kickstarter según los informes recibieron códigos rotos y recompensas equivocadas, aunque en el primer caso se rectificó el problema dentro de las doce horas. Debido a múltiples retrasos del videojuego, la recepción mediocre y una variedad de problemas de comunicación, muchos promotores de Kickstarter expresaron su gran decepción con el videojuego finalizado.
GameSpot le otorgó una puntuación de 5 sobre 10, diciendo "Mighty No. 9 es un videojuego inofensivamente promedio surgido de los recuerdos del pasado, con poco que mostrar para su posición en el presente". IGN le otorgó una puntuación de 5.6 sobre 10, diciendo: "Sin encanto y lleno de ideas pobremente ejecutadas, Mighty No. 9 falla en entretener a pesar de su pedigrí legendario". Andrew Reiner, revisor de Game Informer, le dio una puntuación de 6 sobre 10, indicando que "gran parte del contenido se siente reciclado, desde los enemigos con escudos hasta los diseños de armas, viniendo cerca de ser copiados en masa" y que "por desgracia, ninguno de los contenidos familiares son tan estilísticos o animados como lo eran antes. Los personajes y diseños de Mega Man fueron consistentes y unificados; el enfoque tomado por Comcept es en gran parte pedestre". La versión para Wii U además también sufrió de diferentes problemas técnicos.
En respuesta a la recepción del videojuego, Keiji Inafune declaró: "Son míos todos los problemas que vienen con este juego y si desean lanzar insultos, es totalmente mi culpa. Yo soy el creador clave. Voy a reconocer esa responsabilidad".